# Britischer Tibetfeldzug

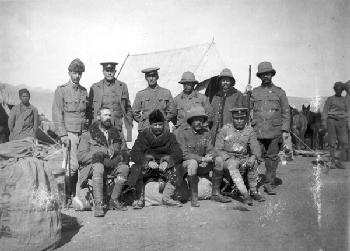
Major Francis Younghusband mit einigen Soldaten 1904

Der Britische Tibetfeldzug (engl. British Expedition to Tibet) der Britischen Indienstreitkräfte von November 1903 bis September 1904 begann nach dem Scheitern von Verhandlungen zwischen Britisch-Indien und der tibetischen Regierung und fand in der Zeit des Kampfes zwischen Russland und Großbritannien um die Vorherrschaft in Zentralasien statt (The Great Game). Er war gegen den diplomatischen Einfluss des Russischen Reiches auf Tibet gerichtet und nutzte aus, dass Russland aufgrund der Spannungen mit dem Kaiserreich Japan und später durch den Russisch-Japanischen Krieg militärisch gebunden war. Die Festung von Gyangzê wurde gestürmt und Lhasa nach der Flucht des Dalai Lama Thubten Gyatsho eingenommen. General James R. L. Macdonald (1862–1927) und Major Francis Younghusband führten die Expedition an, welche vom Vizekönig von Indien, Lord Curzon, entsandt wurde.

## Hintergrund

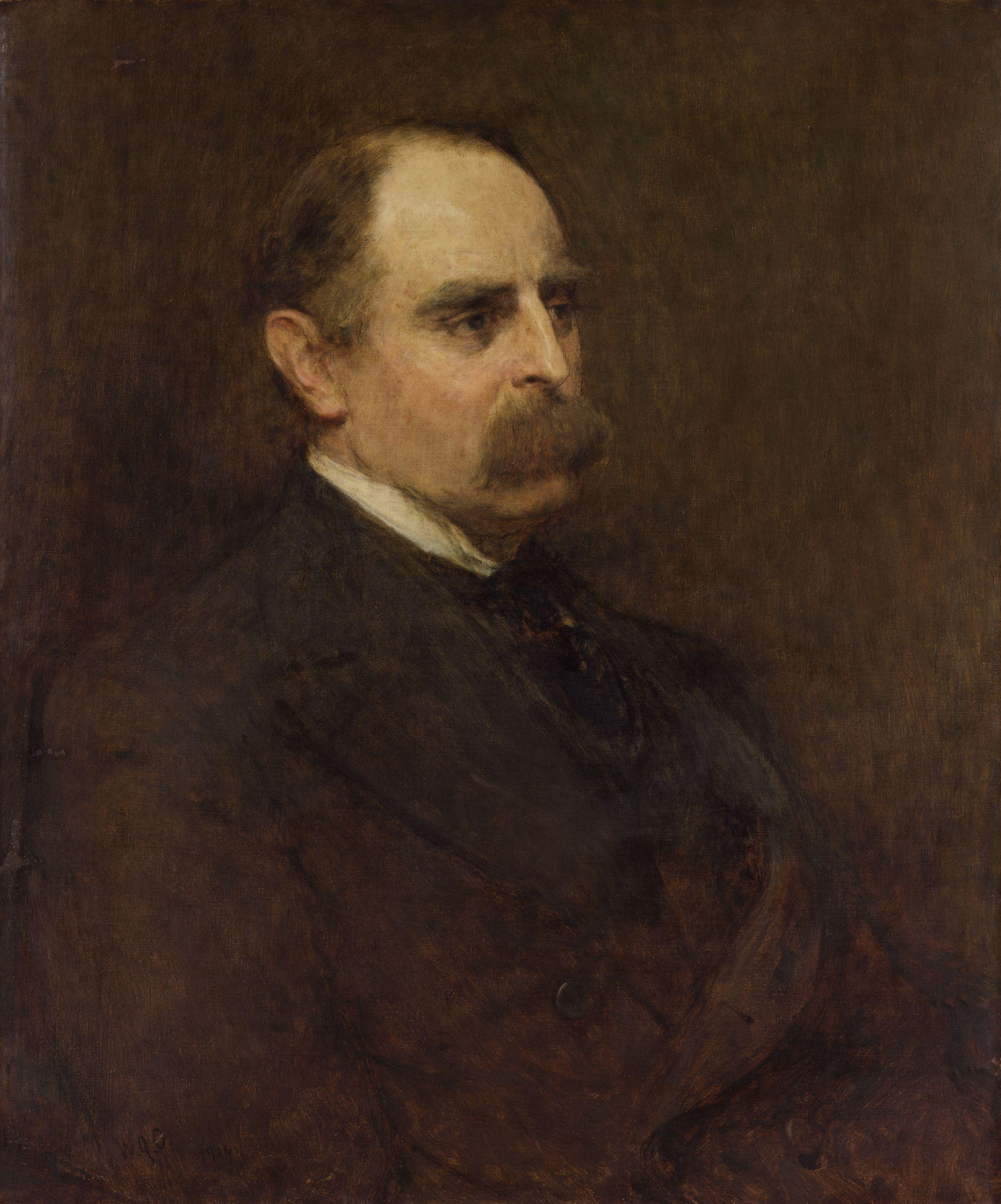
Francis Younghusband, Verantwortlicher des Tibetfeldzugs, Porträt von Sir William Quiller Orchardson

Tibet war aus Sicht der britischen Kolonialherrschaft eines der problematischsten Nachbarländer. Es war nahezu unzugänglich und wurde vom Dalai Lama und buddhistischen Mönchen beherrscht, die gegenüber der Regierung in Indien Gleichgültigkeit bewiesen. Aus westlicher Warte war nur wenig über Tibet bekannt und das wenige, was man wusste, stammte von einer Handvoll europäischer Entdeckungsreisender sowie einer Reihe von Pundits wie beispielsweise Nain Singh, der für die britisch-indische Vermessungsbehörde Great Trigonometrical Survey 1866 nach Tibet gereist und unter anderem bis nach Lhasa vorgedrungen war.
Tibet galt als ein Land, das sich bewusst von der Außenwelt abschottete und dessen religiösen Herrschern viel daran lag, ihre Untertanen in Unkenntnis über die Welt außerhalb zu belassen. Zu Beginn des 20. Jahrhunderts hatte sich die tibetische Regierung seit mehr als 20 Jahren als unwillig erwiesen, irgendwelchen Handel mit Indien zu ermöglichen oder auch nur ein Überschreiten der Grenze von Sikkim oder Bhutan aus auf tibetisches Gebiet zuzulassen. Von einer Reihe von Briten wurde jedoch unterstellt, dass Tibet gegenüber dem zaristischen Russland offener sei. Die Haltung vieler Briten, die in Britisch-Indien Einfluss hatten, fasste Lord Lansdowne, von 1888 bis 1894 Vizekönig von Indien und im Jahre 1903 britischer Außenminister, im Februar 1903 gegenüber dem russischen Botschafter zusammen:

„Wir sind sehr viel mehr als Russland an Tibet interessiert. Daraus folgt, dass bei jedweden Anzeichen von russischer Aktivität wir gezwungen sind ebenfalls aktiv zu werden und zwar nicht auf demselben Niveau, sondern die Aktionen der Russen übertreffen werden. Sollte sie eine Mission oder eine Expedition dorthin senden, würden wir dasselbe tun, aber in viel größerer Zahl“

Sowohl der amtierende Vizekönig von Indien, Lord Curzon als auch der spätere Expeditionsleiter Francis Younghusband teilten nicht nur diese Ansicht, sie fühlten sich außerdem einem unmittelbaren Handlungsdruck ausgesetzt, weil sie fälschlich davon überzeugt waren, dass der mongolische Lama Agvan Dorzhiev für das russische Reich mit den Tibetern verhandele. Anlass dieser seit 1900 auf britischer Seite herrschenden Befürchtungen waren unter anderem mehrere russische Zeitungsberichte aus den Jahren 1900 und 1901, dass der Lama im Jahre 1900 einen Brief des Zaren an den Dalai Lama überbracht habe und Dorzhiev ein knappes Jahr später mit einer Delegation tibetischer Mönche nach Russland zurückkehrte. Sie waren von dem japanischen Mönch Ekai Kawaguchi auch informiert worden, dass Russland Waffen nach Tibet lieferte und weitere 200 mongolische Mönche in Tibet lebten, womit es Russland leicht möglich gewesen wäre, das Land auszuspähen. Auch diese Informationen erwiesen sich als letztlich nicht korrekt.

## Der gescheiterte Versuch des Aufbaus einer diplomatischen Beziehung
Die diplomatischen Bemühungen Großbritanniens um die Aufnahme von Handelsbeziehungen im Jahre 1903 scheiterten, nicht zuletzt, wie Wade Davis festhält, wegen eines grundlegenden kulturellen Unverständnisses auf britischer Seite.

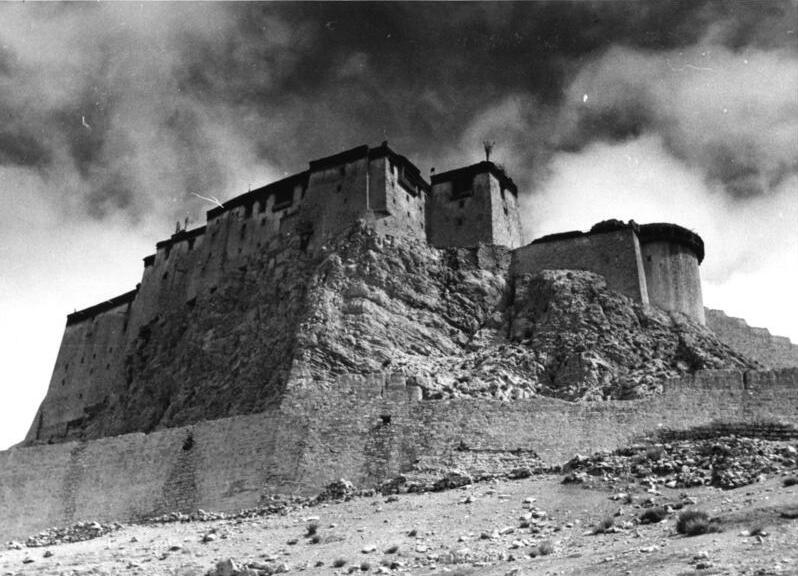
Festung Kampa Dzong, Aufnahme aus dem Jahre 1938

Die Mission wurde Younghusband übertragen, einem erfahrenen Forschungsreisenden, der wenige Jahre zuvor zu Fuß als erster Europäer die Wüste Gobi durchquert und das Karakorum-Gebirge überquert hatte. Lawrence James hält allerdings fest, ein wesentlicher Grund für die Übertragung der Expeditionsleitung an Younghusband sei es gewesen, dass er wie Lord Curzon fest von einer Bedrohung Britisch-Indiens durch das zaristische Russland überzeugt war. Begleitet wurde Younghusband von Captain Frederick O’Connor, der einzigen Person innerhalb der britischen Armee, die Tibetisch sprach, sowie 500 Sepoys. In Gangtok stieß auch noch Claude White, eigentlich der politische Offizier in Sikkim, zu der Expeditionsgruppe. Der chinesisch sprechende Claude White sollte der Expedition als weiterer Dolmetscher dienen. Younghusband schickte zunächst seine Truppe nach Tibet voraus, während er ab dem 4. Juli 1903 an der tibetischen Grenze wartete, bis in Kampa Dzong, einem kleinen Ort kurz hinter der tibetischen Grenze, das britische Lager unterhalb der Festung errichtet war. Am 18. Juli ritt er dort mit allen diplomatischen Ehren ein. Younghusband wartete in Kampa Dzong frustrierende Monate vergeblich darauf, dass tibetische Vertreter eintreffen würden, um mit ihm Verhandlungen aufzunehmen.
Die Tibeter hatten dagegen keinerlei Interesse an einem Dialog, besonders nicht aber an einem, der auf ihrem eigenen Gebiet stattfinden sollte. Sie bestanden darauf, dass es zu keinen Verhandlungen kommen würde, bis sich die britischen Truppen wieder hinter die Grenze zu Tibet zurückgezogen hätten. Eine Verhandlung war auch deswegen nicht möglich, weil sich der 13. Dalai Lama Thubten Gyatsho zu einer dreijährigen Meditation zurückgezogen hatte und ohne ihn keine wesentlichen Entscheidungen getroffen werden konnten. Die britische Expedition vertrieb sich die Wartezeit mit Jagd, Pferderennen und dem Sammeln von Pflanzen. Nach mehreren Monaten vergeblichen Wartens wurden die britischen Vertreter nach Indien zurückbeordert. Für die Tibeter erwies sich ihr Erfolg jedoch als Pyrrhussieg. Die Briten nutzten die erstbeste Gelegenheit, um ihre Interessen mit Waffengewalt durchzusetzen.

## Der Tibetfeldzug

### Anlass
Gegen Ende des Jahres 1903 übertrat eine kleine Gruppe tibetischer Soldaten die Grenze, stahl eine Herde nepalesischer Yaks und trieb diese nach Tibet. Lord Curzon, Vizekönig von Indien und damit Herrscher über 300 Millionen Männer und Frauen, lieferte dieser Vorfall den willkommenen Anlass, die britische Regierung am 3. November 1903 über einen feindseligen Akt seitens tibetischer Militärs zu informieren und Younghusband mit einer Militärexpedition nach Tibet zu betrauen. Das Kabinett in London war darüber nicht glücklich, stimmte aber schließlich einer begrenzten Militärexpedition zu. Lawrence James kommt in seiner Geschichte der britischen Kolonialherrschaft in Indien zu dem Schluss, dass es sich letztlich um einen typischen Vorfall handelte, bei dem Entscheidungsträger vor Ort die britische Regierung in einen Grenzkrieg involvierten, den diese zuvor zu vermeiden suchte.
Der Auftrag an Younghusband lautete, möglichst tief in tibetisches Gebiet vorzudringen, allerdings auf keinen Fall weiter als bis zur Festung von Gyangzê, auf halbem Weg nach Lhasa. Diese Demonstration britischer Stärke sollte die Tibeter an den Verhandlungstisch zwingen. Die russische Regierung protestierte gegen dieses Vorgehen.

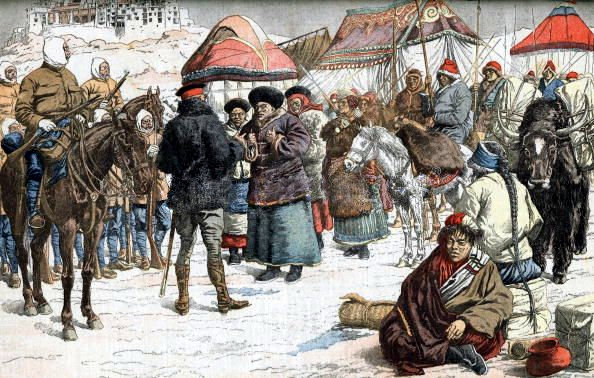
Treffen mit Tibetan, zeitgenössische Darstellung des Zusammentreffens zwischen der Militärexpedition und tibetischen Vertretern

Die Briten sammelten zu Anfang Dezember in Darjiling und Gangtok insgesamt 5000 Mann. Es handelte sich überwiegend um Gurkhas und Sikhs, daneben aber auch Pioniere, Ingenieure, Artillerie und Maschinengewehreinheiten der regulären Armee sowie Militärpolizei, medizinisches Personal, Experten für Telegraphendienste und Diplomaten. Begleitet wurden sie von einer Handvoll von Journalisten, die für britische Zeitungen von dem Vorhaben berichten sollten. Begleitet wurde die Militärexpedition von 10.000 Trägern und 20.000 Yaks, die die Versorgung der Truppe sicherstellen sollten. Am 13. Dezember überquerte Younghusband den Pass Jelep La in der Nähe von Kalimpong, der in das tibetische Hochland führte. Sie folgen drei Wochen lang dem Chumbi-Tal in Richtung Gyantse und gelangten dann auf das tibetische Hochplateau. Younghusband entschied sich dafür, hier sein Winterlager zu errichten. Sein Militärkommandeur, Generals James MacDonald der Royal Engineers, hielt die Stelle, die Younghusband gewählt hatte, für angesichts des Winterwetters zu exponiert. Er zog sich wieder in das Chumbi-Tal zurück, während der diplomatische Teil der Expedition, begleitet nur von einer kleinen Militäreinheit, auf dem Hochplateau ausharrte und mit den Tibetern verhandelte. Die Tibeter bestanden darauf, dass sich der mongolische Lama Dorzhiev nur aus religiösen Gründen beim Dalai Lama aufhielt, dass es keinerlei diplomatische Beziehungen zwischen Tibet und dem Zarenreich gäbe und dass auch keinerlei Allianz zwischen diesen beiden Ländern bestünde. Wade Davis weist darauf hin, dass die Briten sich zu dem Zeitpunkt bereits zu sehr festgelegt hatten, um dies als zutreffende Wahrheit akzeptieren zu können. Im März beendete Younghusband die Verhandlungen und entschied, dass die Expedition weiter in Richtung Lhasa vordringen sollte, auch wenn man sich sicher sein konnte, dass die Tibeter ihr kampfloses Verhalten bei einem weiteren Vormarsch aufgeben würden.

### Das Massaker von Guru
Ende März überquerten die britischen Truppen eine flache Ebene und stießen bei Guru auf mehrere tausend tibetische Soldaten. Einige saßen auf Ponys, ausgerüstet waren sie mit altmodischen Vorderladern, Schleudern, Äxten, Schwertern und Speeren. Die Briten marschierten auf diese Ansammlung tibetischer Soldaten in der für die britische Armee typischen Formation zu: Zuvorderst die Infanterie, dahinter die Artillerie und die Maxim-Maschinengewehre an den Seiten postiert. Die Erwartung der Briten, dass sich die tibetischen Truppen angesichts der eindeutigen britischen Waffenüberlegenheit zurückziehen würden, erfüllte sich nicht. Schließlich standen sich die beiden Truppen unmittelbar gegenüber und General James MacDonald gab den Befehl, die Tibeter zu entwaffnen. Als einer der britischen Soldaten nach den Zügeln eines der tibetischen Generale griff, zog dieser seine Pistole und schoss dem Soldaten ins Gesicht, worauf die Maxim-Maschinengewehre das Feuer eröffneten. Davis nennt den Erfolg der Briten einen dieser weiteren, mühelosen Siege einer Kolonialmacht gegen hoffnungslos unterlegene Einheimische und vergleicht ihn mit der Schlacht von Omdurman. Die Tibeter kapitulierten in dieser Schlacht nicht, sondern zogen langsam ab, während die Briten aus ungeklärten Gründen das Feuer nicht einstellten. Während auf britischer Seite acht Soldaten und ein Journalist verwundet wurden, starben mehr als sechshundert Tibeter und zahllose weitere wurden verletzt.
Das Massaker sorgte bereits bei den Anwesenden für Entsetzen. Younghusband nannte den Vorfall grauenhaft, einer der britischen Offiziere schrieb an seine Mutter, dass er hoffe, dass er nie wieder Männer niederschießen müsse, die einfach nur weggingen und Henry Savage Landor, einer der anwesenden britischen Korrespondenten, nannte in seiner Meldung nach London den Vorfall ein Niederschlachten tausender hilf- und wehrloser Einheimischer, das jeden anwidern müsse, der ein Mann sei.

### Lhasa

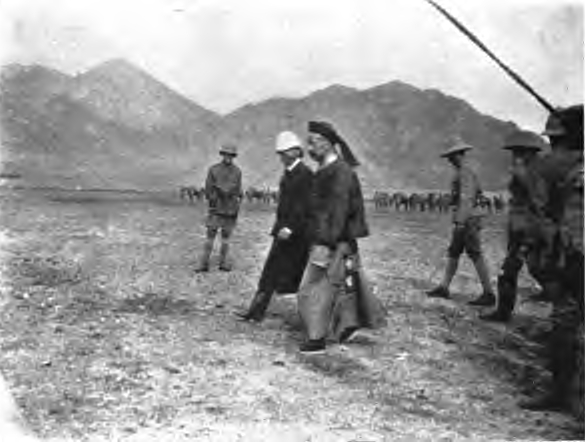
Francis Younghusband mit dem Amban

Die tibetischen Truppen zogen sich weiter nach Norden zurück und die britischen Truppen folgten ihnen. Es kam zu einer Reihe kleiner Gefechte und schließlich zu einer zwei Monate währenden Belagerung der Festung Gyangzê, während der die Briten zehn, die Tibeter aber ungefähr fünftausend Mann an Verlusten erlitten. Am 3. August 1904 erreichte Younghusband Lhasa, das bislang nur von wenigen Europäern erreicht worden war.
Lhasa erwies sich als große Enttäuschung: Der Dalai Lama Thubten Gyatsho hatte seinen Rückzug zur Meditation unterbrochen und war ins Exil in die Mongolei geflohen. Er kehrte erst fünf Jahre später zurück. Younghusband fiel es schwer, vor Ort noch Personen zu finden, mit denen er Verhandlungen führen konnte. Ein Versuch, den Dalai Lama durch den Panchen Lama Thubten Chökyi Nyima zu ersetzen, scheiterte. Nach Vermittlung durch Ugyen Wangchuk, den späteren König von Bhutan, der die britische Militärexpedition begleitet hatte, fand Younghusband aber letztlich vier Mitglieder des tibetischen Kabinetts, dem sogenannten Kasgar, dem er seine Bedingungen diktieren konnte. Unterschrieben am 7. September 1904 gaben diese Vereinbarungen den Briten Kontrolle über das Chumbi-Tal für die nächsten 75 Jahren, erlaubten freien Zugang zu Lhasa für einen britischen Handelsvertreter und verboten den Tibetern Verhandlungen mit anderen fremden Mächten, wenn nicht Großbritannien zuvor zugestimmt hatte.
Younghusband fand in Tibet keinerlei Spuren von russischen Aktivitäten: Es gab weder ein Waffenarsenal noch eine Eisenbahn. Der mongolische Lama Agvan Dorzhiev schien tatsächlich nicht mehr als ein einfacher Mönch zu sein. Edmund Chandler, der die Expedition für die Daily Mail begleitet hatte, hielt für seine Leser fest, dass die Vorstellung, dass die britische Kolonialherrschaft durch ein Vordringen des zaristischen Russlands in das geographisch isolierte und so schwer erreichbare Tibet gefährdet sein könnte, absurd sei. Am 23. September 1904 verließ die britische Expedition Tibet, weil sie den Beginn des Winters fürchten musste.
Erst im April 1906 wurde der Vertrag von Lhasa von der chinesischen Regierung bestätigt, die anstelle der Tibeter für die Kriegsentschädigung an das britische Empire aufkam. Damit dokumentierte die chinesische Regierung ihren unveränderten Anspruch auf die Oberhoheit über Tibet (Suzeränität).

## Nachwirkung
Die angebliche Bedrohung der britisch-indischen Grenzen durch das zaristische Russland, die der tatsächliche Anlass für den britischen Tibetfeldzug war, erwies sich bereits 1907 als nicht mehr existent. Lawrence James spricht in seiner Geschichte des britisch-indischen Kolonialreichs sogar von einer Implosion der Bedrohung durch Russland, die vergleichbar mit dem Ende des Kalten Krieges in den letzten 20 Jahren des 20. Jahrhunderts war. Im August 1907 begrub Russland auf Druck Frankreichs seine Streitigkeiten mit Großbritannien und sicherte zu, die Grenzen Britisch-Indiens unangetastet zu lassen.

## Einzelbelege
1. 1 2  Lawrence James: Raj. The Making of British India. S. 390
2. ↑  Lawrence James: Raj. The Making of British India. S. 390 und S. 391. Im Original lautet das Zitat We are much more closely Interesse than Russia in Tebet, it followed that, should there be any display of Russion activity in that country, we should be obliged to reply by a display of activity not only equivalent to, but Expedient that made by Russia. If they sent a mission or an expedition, we should have to do the same, but in greater strength.
3. 1 2  Wade Davis: Into the Silence. S. 52.
4. 1 2 3 4 5  Wade Davis: Into the Silence. S. 55.
5. ↑  Lawrence James: Raj. The Making of British India. S. 391.
6. 1 2 3  Wade Davis: Into the Silence. S. 56.
7. ↑  Lawrence James: Raj. The Making of British India., S. 391
8. ↑  Wade Davis: Into the Silence. S. 57.
9. 1 2 3 4 5  Wade Davis: Into the Silence. S. 58.
10. 1 2  Wade Davis: Into the Silence. S. 59.
11. 1 2  Wade Davis: Into the Silence. S. 60.
12. ↑  Hopkirk Peter: The Great Game. On Secret Service in High Asia. John Murray (Publishers) Ltd., London 1990. Seite 509–512, 517–519
13. ↑  Lawrence James: Raj. The Making of British India., S. 392.